# Anticoagulante lupico
Con il termine "anticoagulante lupico" ci si riferisce a immunoglobuline, dirette contro la beta 2 glicoproteina 1 (β2GPI) o contro la protrombina, tipicamente riscontrate nella sindrome antifosfolipidi. A differenza degli altri due tipici anticorpi antifosfolipidi riscontrati in questa patologia (anti-cardiolipina e anti-β2GPI), questi non vengono ricercati tramite test ELISA, ma tramite il test del lupus anticogulante, e quindi attraverso la valutazione in vitro, su campione ematico del paziente, dell'aPTT.
"Anticoagulante lupico" è un termine fuorviante, in quanto rappresenta in realtà un agente protrombotico. Nello specifico, la presenza dell'anticorpo anticoagulante lupico favorisce la formazione in vivo di trombi. Il loro nome deriva dalla loro proprietà in vitro, poiché, nelle prove di laboratorio la presenza di questi anticorpi provoca un aumento dell'aPTT, per cui si è ipotizzato che la presenza degli anticorpi interferisca con i fosfolipidi utilizzati per indurre la coagulazione in vitro.
In vivo, si ritiene che possano interagire con i fosfolipidi di membrana delle piastrine, aumentare l'adesione e l'aggregazione delle stesse e quindi favorire la formazione di trombi.

## Terminologia
Entrambe le parole del termine "anticoagulante lupico" possono essere fuorvianti:
La maggior parte dei pazienti con lupus anticoagulante in realtà non ha il lupus eritematoso sistemico e solo una piccola percentuale svilupperà questa condizione (che provoca dolori articolari, problemi alla pelle e insufficienza renale, tra le altre complicazioni). I pazienti con lupus eritematoso hanno maggiori probabilità di sviluppare un anticoagulante lupico rispetto alla popolazione generale .
Il termine "anticoagulante" descrive accuratamente la sua funzione in vitro. Tuttavia in vivo, funziona come un pro-coagulante.

## Trattamento
Il trattamento per l'anticoagulante lupico è di solito effettuato nel contesto di trombosi documentata, come flebite o trombosi venosa del seno durale. I pazienti con una ben documentata (cioè almeno due volte) di anticoagulante lupico e una storia di trombosi, dovrebbero essere considerati candidati per il trattamento con anticoagulanti a tempo indeterminato. L'evidenza attuale suggerisce che il rischio di trombosi ricorrente nei pazienti con anticorpi antifosfolipidici è rafforzata se tale anticorpo è misurato nei test sierologici o test funzionali. I criteri di Sapporo specificano che i test sierologici e funzionali devono essere positivi per diagnosticare la sindrome da anticorpi antifosfolipidi.
Casi di aborto possono essere più frequenti nei pazienti con anticoagulante lupico. Alcuni di questi problemi possono potenzialmente essere prevenuti con la somministrazione di aspirina ed eparina non frazionata. Il Cochrane Database of Systematic Reviews fornisce approfondimenti sull'argomento.
La trombosi viene trattata con anticoagulanti (warfarin).